# Brittiska (språk)
Brittiska (även britanniska eller brythonska) var ett keltiskt språk som talades i Storbritannien av britannerna. Brittiska var ett ökeltiskt språk som härstammade från urkeltiska, urspråket för alla keltiska språk. Urkeltiska hade redan börjat splittras i olika dialekter under första halvan av 1000-talet f.Kr och vid 500-talet e.Kr. hade brittiskan utvecklats till fyra skilda dialekter eller språk: kymriska, bretonska, korniska och kumbriska. Dessa kallas tillsammans för de brittiska språken. Det finns bevis för att piktiska möjligtvis skulle kunna ha haft nära band med brittiska och därmed skulle kunna utgöra en femte gren. Det kymriska ordförrådet visar på att brittiskan lånade många ord från latinet under romartiden; i synnerhet ord som har och göra med kyrkan eller kristendomen, där nästan samtliga ord är av latinskt ursprung.